# Sankta Gertruds kyrkoruin, Vä

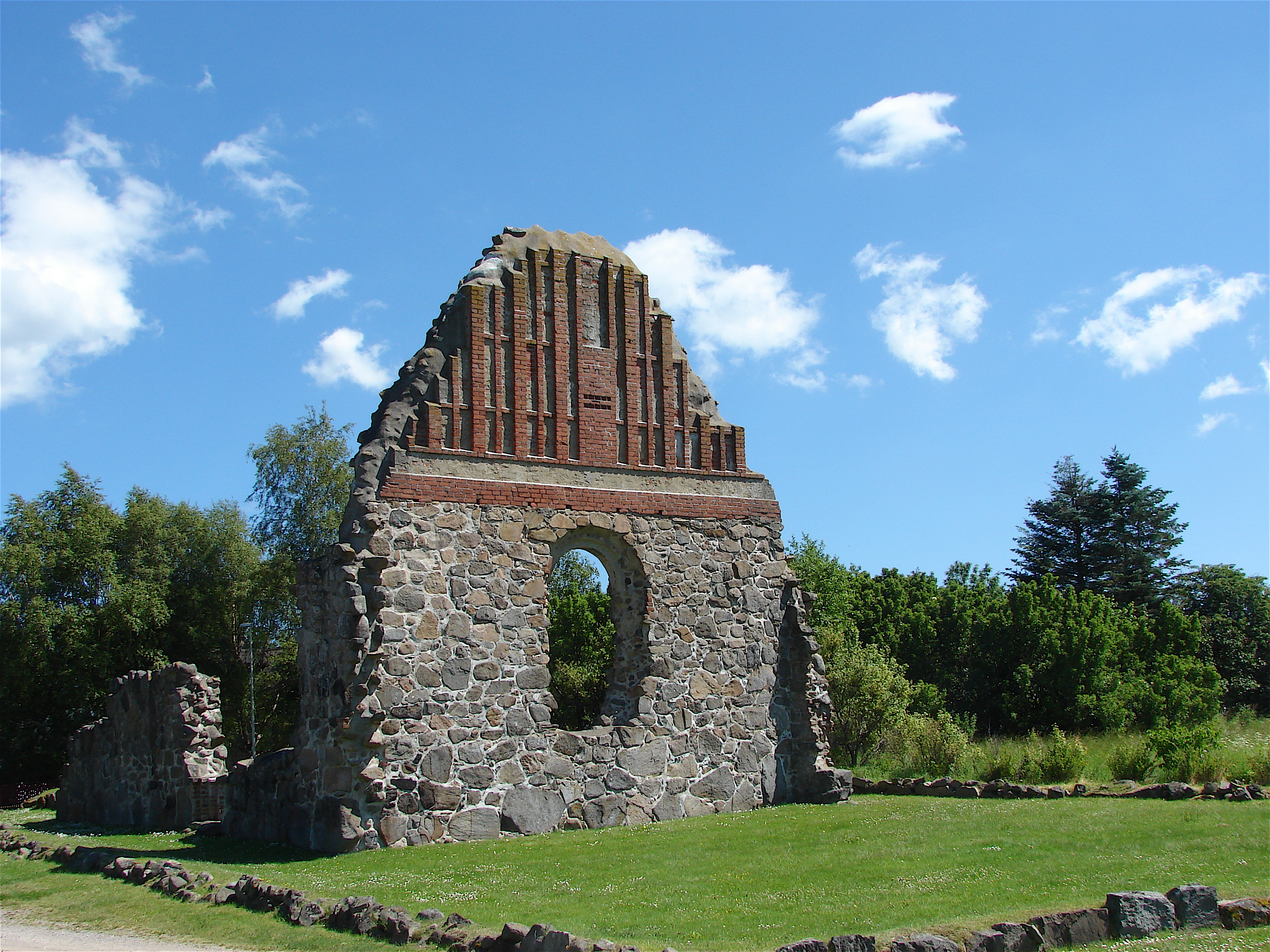
S:ta Gertruds kapell, Vä

Sankta Gertruds kyrkoruin i Vä är resterna av ett kapell som troligen byggdes mot slutet av 1400-talet för att tjäna som lokal för vägfarare, sjuka och fattiga. Redan under 1530-talet, i samband med reformationen, drogs kapellet in till danska kronan och byggnaden övergavs. Vä plundrades av svenska trupper 1569 och återigen 1612 då det övergivna kapellet troligen eldhärjades. Idag återstår endast delvis raserade väggar till kor och långhus.
Kvarvarande murar är 1-4 meter höga och består av gråsten förutom västra gaveln som är 10 meter hög och som ovanför gråstensmuren har ett gavelröste av tegel. Långhuset mäter 16x8,5 meter och koret 6x5 meter.
Enligt en tradition i orten byggdes kapellet av drottning Gertrud (ca 1154-1197) av Danmark. Gertrud var gift med kung Knud VI. Paret vistades i perioder i Vä och Gertrud ska även ha blivit begravd där. Hon ska ha uppkallat kapellet efter sin namne Gertrud av Nivelles, som var de fattigas, de sjukas och vägfarares skyddshelgon. Denna tradition, som återges i en skrift från 1600-talet, stämmer säkert inte med verkligheten. Kapellet är uppfört i sengotisk stil, alltså troligen från 1400-talet. Dessutom uppträdde kulten av Sankta Gertrud i Danmark inte förrän på 1300-talet.

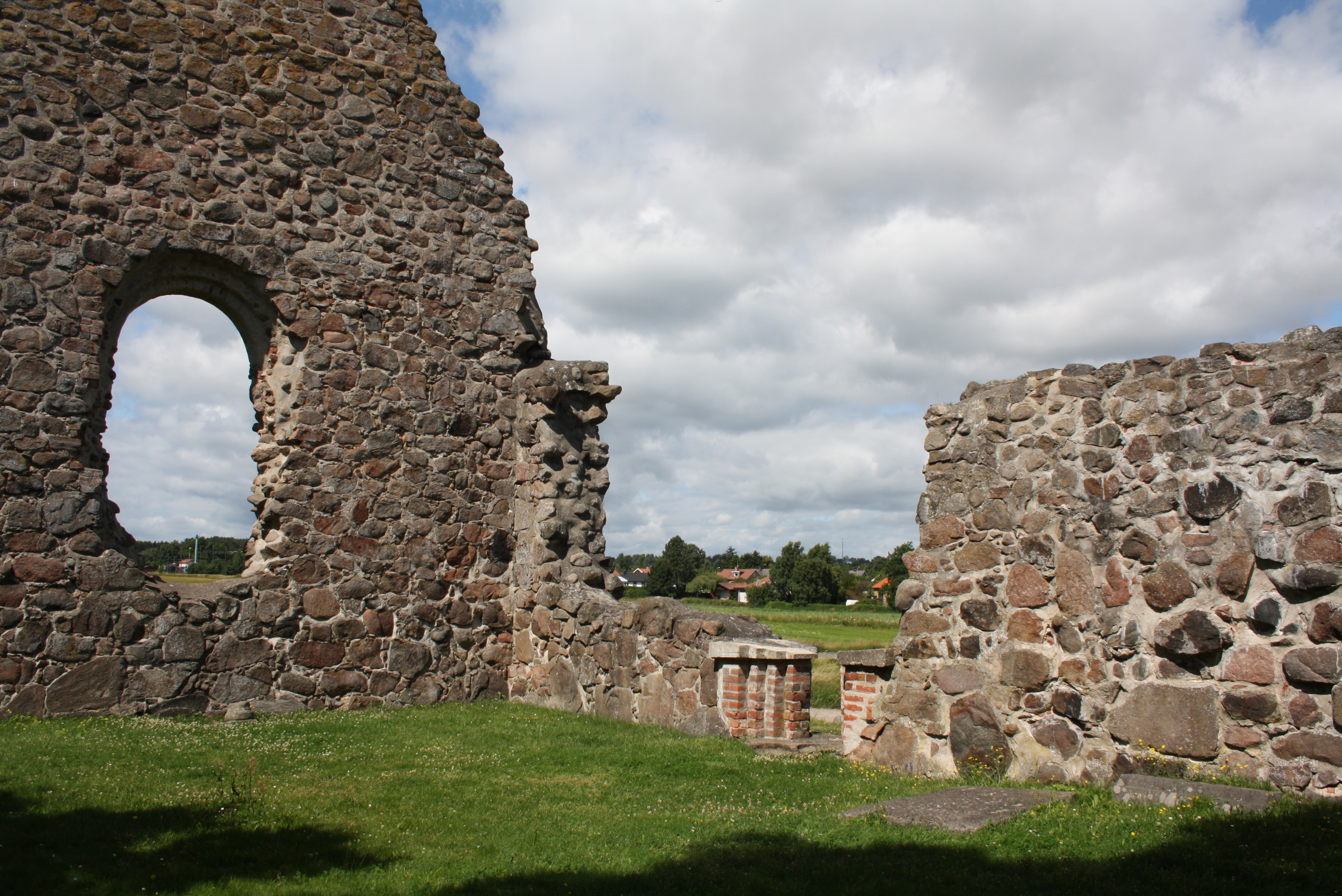
S:ta Gertruds kapell, Vä

På 1930-talet restaurerades västgaveln och kapellets murar grävdes fram. Innan dess hade ruinen till stor del dolts av ett 1,5 meter tjockt jordlager. I samband med utgrävningen kunde man konstatera att kapellet förstörts genom brand. Vid kapellets östra gavel påträffades delar av en brandskadad malmklocka. I koret fann man två sentida gravar. Två kolonnbaser och delar av kolonnskaften grävdes också fram och finns uppställda i ruinen. Gravhällen i ruinen är från tidigt 1600-tal. Den återfanns år 1939 och låg då som en av två flata brostenar över Kyrkbäcken, cirka 100 meter väster om kapellruinen. 
1979 gavs det ut ett lokalmynt för Gärds härad som pryddes av en bild av ruinen.
Svenska kyrkan har på 2000-talet brukat hålla gudstjänster i ruinen vid midsommartid.